# Коянди (Екібастузька міська адміністрація)
Коянди́ (каз. Қоянды) — село у складі Екібастузької міської адміністрації Павлодарської області Казахстану. Адміністративний центр Кояндинського сільського округу.
Село утворене 2008 року на місці селища Підхоз Горняк.
Населення — 592 особи (2021; 465 у 2009).